# Mundo Novo (Mato Grosso del Sur)
Mundo Novo es un municipio brasilero del estado de Mato Grosso do Sul.

## Historia
El territorio del municipio de Mundo Novo nunca fue escenario de grandes batallas o de otros acontecimientos históricos importantes. Su fama de pobreza en cuestión de metales y piedras preciosas, lo mantuvo libre de incursiones exploradoras al largo de los siglos. Solamente no consiguió evitar las troperías de los mamelucos a la caza de indios para esclavizar, en los primeros tiempos de colonización. Pasada, sin embargo, aquella fase cruel, puede decirse que reinó una paz casi completa y constante en aquella región. 
Ni aun la larga guerra de la Triple Alianza trajo gran perturbación al lado brasileño de la frontera meridional. Allí no había fuertes o guarniciones militares, que representaran peligro alguno, ya que todos estos se encontraban hacia el noroeste.
- Datos: Q2289881
- Multimedia: Mundo Novo (Mato Grosso do Sul) / Q2289881